# Ole Jensen
Ole Andreas Jensen (ur. 1 grudnia 1872 w Kinn, zm. 6 marca 1943 w Høybråten) – norweski strzelec, olimpijczyk.
Uczestnik Letnich Igrzysk Olimpijskich 1912, na których wystartował w dwóch konkurencjach. Zajął 56. miejsce w karabinie wojskowym w dowolnej postawie z 600 m (wśród 85 strzelców). Uplasował się również na 6. pozycji w karabinie wojskowym drużynowo, uzyskując 3. wynik w norweskim zespole (startowało 10 drużyn).

## Wyniki

### Igrzyska olimpijskie
| Igrzyska       | Konkurencja                              | Wynik                                         | Miejsce | Źródło |
| -------------- | ---------------------------------------- | --------------------------------------------- | ------- | ------ |
| Sztokholm 1912 | Karabin wojskowy, dowolna postawa, 600 m | 73 pkt.                                       | 56      | [ 2 ]  |
| Sztokholm 1912 | Karabin wojskowy, drużynowo              | 1473 pkt. (druż.) 248 pkt. ind. (68–61–60–59) | 6       | [ 1 ]  |